# NGC 7200
NGC 7200 (другие обозначения — PGC 68068, ESO 237-37) — эллиптическая галактика (E) в созвездии Индеец.
Этот объект входит в число перечисленных в оригинальной редакции «Нового общего каталога».